# Mauro Valentini (Fußballspieler, 1973)
Mauro Valentini (* 27. Juli 1973) ist ein ehemaliger san-marinesischer Fußballspieler.

## Karriere
Valentini spielte für den AC Rimini, AS Urbino und Cocif Longiano. Er spielte nie für einen san-marinesischen Verein, lief aber 23-mal für die san-marinesische Nationalmannschaft auf und erzielte ein Tor gegen die Färöer-Inseln am 11. Oktober 1995. San Marino verlor das Spiel mit 1:3. 1999 beendete Valentini seine Karriere.